# Samira TV
Samira TV (en arabe : قناة سميرة, en tamazight : tiliẓṛi Samira), est une chaîne de télévision gastronomique algérienne, lancée le 1er juillet 2013. Il s'agit de la première chaîne de télévision dédiée à la cuisine au Maghreb.
Le nom de la chaîne fait référence à sa créatrice et productrice exécutive, Samira Bezaouia.
La chaîne est accessible par satellite, câble et IPTV, au Maghreb, au Moyen-Orient et en France, mais aussi partout dans le monde en lecture continue sur le web. Elle occupe une place importante dans les foyers algériens.

## Historique
Le 1er juillet 2013, Samira Bezaouia, décide de lancer une chaîne de télévision dédiée à la cuisine, baptisée Samira TV,.
Le 19 mars 2015, un grand concurrent à Samira TV est né. Il s'agit de Benna TV, la chaîne gastronomique du groupe Echourouk.
Durant le mois de Ramadan 2015, Samira TV diffuse Chkoun Houa Chef ?, un concours de cuisine dont le concept est proche de MasterChef ou Top Chef. Ce concours a permis aux vainqueurs de monter leurs propres émissions diffusées à l'antenne de la chaîne.
La chaîne diffuse depuis janvier 2016 Hanout.com, la première émission de télé-achat en Algérie.
En 2022 éclate une polémique où on voit des Noirs servir du thé aux invités.
Depuis le 9 août 2022, la chaîne de télévision est diffusée en HD.

## Organisation

### Dirigeants
Directrice de production
- Samira Bezaouia[2]

### Siège
Le siège social (y compris les studios) de Samira TV est construit dans des terrains appartenant à Samira Bezaouia à Alger.

## Audience
Selon une étude effectuée par l'institut de mesure d'audiences Immar entre les 12 et 18 novembre 2015, Samira TV occupe la 3e place du classement des chaînes les plus regardées par les Algériens, avec 11,18 % de parts d'audience.
D'après une étude effectué par l’institut MMR entre les 5 et 11 décembre 2019, la chaîne est la 4e chaîne la plus regardé en Algérie avec 5,34 % des parts d'audience.

## Chefs, passés ou présents
- Hadibi Lakhdar
- Choumicha
- Abdel Allaoui
- Samia Bouchnafa
- Khadidja Djekoune
- Farès Djidi
- Sherazade Laoudedj
- Houria Zennoune
- Saliha Besikri
- Oum Walid
- Salima Yaala
- Hakim Selmoun
- Khaltie Douja
- Ben Briem
- Lynda Taleb

## Diffusion

### Satellite
La chaîne peut être reçue par satellite selon les données techniques suivantes :7.3°W Eutelsat7 West A 12360 V DVB-S MPEG-2 27500 5/6

### IPTV
La chaîne est comprise dans le bouquet TV Arabia et est disponible en France chez SFR et SFR La Fibre canal 532, Bouygues canal 659 et chez Free (canal 577),. Elle est aussi diffusée aux Émirats arabes unis sur la chaîne n° 403 de eLife.
Samira TV est également diffusée en Suisse chez UPC et NET+.